# Maison Pekáry
La Maison Pekáry (en hongrois : Pekáry-ház) est un édifice situé dans le 7e arrondissement de Budapest.